# 稲むらの火の館
稲むらの火の館は、和歌山県広川町にある防災教育施設であり、濱口梧陵記念館と津波防災教育センターとからなる。
梧陵の記念館建設を望む運動が続く中、2002年9月、ヤマサ醤油株式会社創業家濱口家より広川町に濱口家旧宅寄附を申し出。2007年3月竣工、同年4月開館。2011年3月11日の東日本大震災の教訓を踏まえて、2013年4月、展示を更新した。2016年1月16日、インドネシア・アチェ州バンダ・アチェにあるアチェ津波博物館と協力協定を結んだ。

## 施設

### 津波防災教育センター

#### 一階
- 防災体験室 - 「INAMURAレンジャーゲーム」を通じて、防災について学ぶことができる。
- 津波シミュレーション - 実際に波を発生させ、津波を観察することができる。
- 3D津波映像シアター

#### 二階
- 稲むらの火展示室
- 継承の道 - 現在までに起きた津波の歴史がわかる。
- アチェ津波博物館コーナー - 「稲むらの火の館」と提携した「アチェ津波博物館」を紹介している。

#### 三階
- ガイダンスルーム
- 世界津波の日コーナー

### 濱⼝梧陵記念館
濱口梧陵の生家であり、展示室等が設置されている。
- 展示室
- 土間シアター
- 多目的室
- 交流・談話室